# Sporophila bouvreuil
El semillero capinegro, semillero camachuelo o capuchino cobrizo (Sporophila bouvreuil), es una especie de ave paseriforme de la familia Thraupidae perteneciente al numeroso género Sporophila. Es nativo de América del Sur.

## Distribución y hábitat
Se distribuye en el sur de Surinam y norte de Brasil (norte de Pará) y norte de la Guayana Francesa; en el este de Brasil en la desembocadura del Río Amazonas y en una gran área que va desde Maranhão al este hasta Río Grande do Norte, al sur hasta Mato Grosso do Sul, noreste de São Paulo y Río de Janeiro. También fue registrado en algunos locales aislados en el noroeste de Mato Grosso, norte de Rondônia y sureste de Amazonas.
Esta especie es considerada bastante común a común en sus hábitats naturales: las sabanas, campos y pastizales de cerrados, pero no en terrenos cultivados, hasta los 1100 m de altitud. Es nómada, pero aparentemente no es migratoria.

## Sistemática

### Descripción original
La especie S. bouvreuil fue descrita por primera vez por el zoólogo alemán Philipp Ludwig Statius Müller en 1776 bajo el nombre científico Loxia bouvreuil; la localidad tipo es «Bahía, Brasil».

### Etimología
El nombre genérico femenino Sporophila es una combinación de las palabras del griego «sporos»: semilla, y  «philos»: amante; y el nombre de la especie «bouvreuil» es el nombre en francés de los camachuelos Pyrrhula.

### Taxonomía
La especie Sporophila pileata, si bien fue descrita como una especie plena, durante mucho tiempo fue considerada sólo una subespecie de la presente, es decir: Sporophila bouvreuil pileata, pero un profundo estudio de Machado y Silveira (2011) sobre todos los taxones que componen el complejo Sporophila bouvreuil encontró que debería ser tratado como especie separada. En la propuesta N° 502 al Comité de Clasificación de Sudamérica (SACC) fue aprobada la separación. Este mismo estudio concluyó que las subespecies saturata y crypta no serían taxones diagnosticables, por lo tanto apenas sinónimos de la nominal (bouvreuil). La separación fue posteriormente corroborada por los estudios de Mason y Burns (2013) que encontraron que S. bouvreuil y S. pileata podrían ni ser especies hermanas.

### Subespecies
Es monotípica. Las subespecies propuestas:
- Sporophila bouvreuil saturata Hellmayr, 1904 - alrededores de la ciudad de São Paulo en el sureste de Brasil.
- Sporophila bouvreuil crypta Sick, 1968 - alrededores de la ciudad de Río de Janeiro, en el sureste de Brasil.

Son consideradas sinónimos de la nominal, a partir de los estudios de Machado & Silveira (2011).